# Kirkbridea pentamera
Kirkbridea pentamera är en tvåhjärtbladig växtart som beskrevs av John Julius Wurdack. Kirkbridea pentamera ingår i släktet Kirkbridea och familjen Melastomataceae. Inga underarter finns listade i Catalogue of Life.